# Aeroporto de Karlstad
O Aeroporto de Karlstad (em sueco:  Karlstads flygplats e em inglês:  Karlstad Airport; código IATA: KSD, código ICAO: ESOK) está localizado a 18 km a noroeste da cidade de Karlstad, no centro da Suécia.